# Hoher Meissner
L'Hoher Meissner (Hoher Meißner) è un gruppo montuoso di 753 metri d'altezza che si trova nel parco naturale Meissner Kaufunger nell'Assia, in Germania.

## Geografia
L'Hoher Meissner si caratterizza per essere coperto da un'estesa superficie forestale che include un'area di 50km. Si trova fra Eschwege, Grossalmerode e Waldkappel. Insieme al bosco Soehre, forma parte del parco naturale Meissner Kaufunger.
Il punto più alto è situano nella cresta di Kasseler.

### Montagne
- Kasseler Kuppe (753 m)
- Kasseler Stein (748)
- Kalbe (720 m)
- Heiligenberg am Meissner (583 m)
- Bühlchen am Meissner (537 m)

## Geologia
Nel periodo Terziario la zona era coperta da densi boschi che hanno prodotto grandi depositi sedimentari di lignina che, posteriormente sono stati coperti da sabbia e lava. Principalmente il suolo roccioso è formato da basalto.

## Economia
L'industria mineraria è cominciata nel 1560 ed è durata fino al 1929: il carbone estratto era usato principalmente per la produzione di sale e per alimentare la centrale energetica di Kassel fino al 1974.